# Нюролька
Нюро́лька (селькупск. Нюрэл кы — луговая река) (в верховье — Большая Нюролька) — река в Томской области, правый приток Васюгана. Длина — 399 км, площадь бассейна — 8110 км².
Высота истока — 127 м над уровнем моря. Берёт начало в Вершинонюрольском болоте (реки Малая и Большая Нюролька, из него вытекающие, сливаются в саму Нюрольку). Питание смешанное, с преобладанием снегового. Среднегодовой расход воды — в 11 км от устья около 60 м³/сек.
Замерзает в конце октября — начале ноября, вскрывается в конце апреля — 1-й половине мая. Сплавная.
На реке находится село Мыльджино.

## Данные водного реестра
По данным государственного водного реестра России относится к Верхнеобскому бассейновому округу, водохозяйственный участок реки — Васюган, речной подбассейн реки — Васюган. Речной бассейн реки — (Верхняя) Обь до впадения Иртыша.